# Катрі Кулмуні
Катрі Брітта Ілона Кулмуні (нар. 4 вересня 1987, Торніо) — фінська політична діячка і нинішня лідерка партії «Фінляндський центр».
Кульмуні здобула звання магістра соціальних наук у Лапландському університеті в 2018 році. Вперше обралася до парламенту Фінляндії у 2015 році та знову у 2019 році. Після виборів 2019 року призначена міністром економічних питань у кабінеті Антті Рінне. 
7 вересня 2019 року Кулмуні перемогла Антті Кайконена на виборах керівництва партії «Фінляндський центр». 12 вересня 2019 року вона замінила віце-прем'єр-міністра Фінляндії Міку Лінтілья.